# اسكودو ساو تومي وبرينسيبي
الإسكودو هي عملة ساو تومي وبرينسيبي بين عامي 1914 و1977. وكان يعادل الإسكودو البرتغالي وينقسم إلى 100 سنتافو.

## تاريخ
حل الإسكودو محل الريال بمعدل 1000 ريس = إسكودو واحد. في البداية، اقتصرت الأوراق النقدية على إصدارها باسم ساو تومي وبرينسيبي، بينما استخدمت المستعمرة العملات البرتغالية. ولم تُصدر العملات المعدنية للمستعمرة إلا في عام 1929. وبعد الاستقلال، استُبدل الإسكودو بالدوبرا.

## عملات معدنية
في عام ١٩٢٩، طُرحت عملات من النيكل والبرونز من فئات ١٠ و٢٠ و٥٠ سنتافو. وتلتها في عام ١٩٣٩ عملات من النحاس والنيكل من فئة ١ إسكودو وفضة. و 5 و 10 إسكودو. برونزية 10 و20 و50 سنتافوس و1 إسكودو والنيكل والنحاس طُرحت إسكودو عام ١٩٦٢، تلتها في عام ١٩٧١ عملات من فئة ١٠ سنتافو من الألومنيوم، و٥ و١٠ و٢٠ إسكودو من النحاس والنيكل. وكان هذا آخر عام لإنتاج العملات المعدنية.

## الأوراق النقدية
في عام 1914، قدم بنكو ناشيونال ألترامارينو أوراقًا نقدية بقيمة 10 و20 و50 سنتافو، تلاها أوراق نقدية بقيمة 5 سنتافو في عام 1918. وفي عام 1921، طُرحت فئات أكبر بقيمة 1 و2 و5 سنتافو. قُدمت و 5 و 10 و 20 و 50 و 100 إسكودو. قُدم 500 إسكودو في عام 1956، تلاها 1000 إسكودو في عام 1964.
بين عامي 1974 و1976، أصدر البنك الوطني في ساو تومي وبرينسيبي شيكات لحاملها للتداول بفئات 100 و500 و1000 إسكودو. في عام 1976، أصدر Banco Nacional أيضًا أوراقًا نقدية من Banco National Ultramarino، مطبوعة باسم البنك الجديد، بفئات 20 و50 و100 و500 و1000 إسكودو.